# Brandon Díaz
Brandon Disair Díaz Ramírez (ur. 24 marca 1993) – meksykański zapaśnik w stylu wolnym. Zajął piętnaste miejsce na mistrzostwach świata w 2019. Piąty na igrzyskach panamerykańskich w 2019. Zdobył trzy medale na mistrzostwach panamerykańskich, srebro w 2014 i 2020. Trzeci na igrzyskach Ameryki Środkowej i Karaibów w 2014 roku.